# Pieter Bruegel cel Tânăr
Pieter Bruegel cel Tânăr (1564–1638) a fost un pictor flamand născut în Bruxelles și decedat în Antwerpen. El a mai fost numit "Helse Brueghel" sau "Höllenbrueghel". Stilul lui Pieter Brueghel este marcat de perioada de trecere de la renașterea târzie la barocul timpuriu.

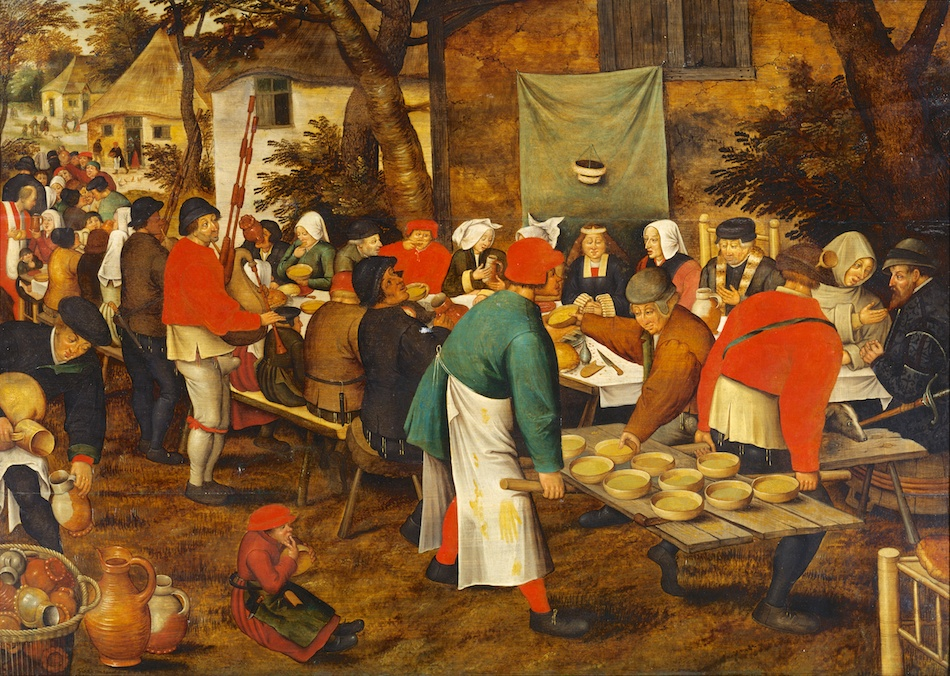
Nuntă țărănească -1630- Pieter Bruegel cel Tânăr (pictură inspirație după fratele său)

## Date biografice
Pieter Bruegel, fiul lui Pieter Bruegel cel Bătrân a început să picteze la o vârstă mai înaintată. El a avut în Bruxelles, împreună cu fratele său Jan Brueghel cel Bătrân și sora lui Marie, o copilărie scurtă. Deja când avea vârsta de 5 ani, tatăl său consideră că este necesară în Antwerpen cultivarea fiului său. În anul 1585 obține certificatul de meșter în legarea cărților la Lukas. El are un atelier în Antwerpen, unde lucrează sporadic și fratele său mai în vârstă. Pieter Brueghel moare în 1638 la vârsta de 74 de ani; în același an moare și soția lui, Elisabeth Goddelet, cu care era căsătorit din anul 1588 și cu care a avut șapte copii.